# صموئيل ر. واتكينز
صموئيل ر. واتكينز (بالإنجليزية: Samuel R. Watkins) هو موظف كتابي وفلاح أمريكي، ولد في 26 يونيو 1839 في كولومبيا في الولايات المتحدة، وتوفي في 20 يوليو 1901 في مقاطعة موري في الولايات المتحدة.